# Tuna distrikt, Södermanland
Tuna distrikt är ett distrikt i Nyköpings kommun och Södermanlands län. 
Distriktet ligger väster om Nyköping. 

## Tidigare administrativ tillhörighet
Distriktet inrättades 2016 och utgörs av socknen Tuna i Nyköpings kommun.
Området motsvarar den omfattning Tuna församling hade vid årsskiftet 1999/2000.